# Jean Pâris de Monmartel
 (novembre 2016).
Pour les articles homonymes, voir Paris (homonymie).
Jean Pâris de Monmartel, né le 3 août 1690 à Moirans et mort dans son château de Brunoy le 10 septembre 1766, est un financier français.
Benjamin des quatre frères Pâris, financiers sous Louis XIV puis Louis XV, il a investi, au sommet de sa fortune, 375 000 livres dans la puissante société d'Angola, première société européenne de la traite négrière, dirigée par Antoine Walsh, le plus riche et le plus célèbre des Irlandais de Nantes.
Il a porté de nombreux titres : marquis de Brunoy et de Toucy, comte de Sampigny, baron de Dagonville, comte de Châteaumeillant, d'Argenton et de Veuil d'Argenson, vicomte de la Motte-Feuilly, baron de Saint-Jeanvrin, Saligny et Marigny, seigneur de Villers-sur-Mer, Châteauneuf, La Chétardie, Varenne, Lamotte-Glauville, Bourgeauville, Drubec, des Humières, Le Donjon, La Forest les Dureaux, Lamirande, Lachetardie, et autres lieux.

## Une famille d'aubergistes du Dauphiné
Monmartel vient d'un lieu-dit situé à Moirans et orthographié « Montmartel », terres acquises par son père Jean qui tient avec sa femme une auberge familiale. L'auberge est située sur le chemin des convois de ravitaillements pour l'armée française en Italie ; en 1693 les fils servent de guides aux munitionnaires, dont ils finiront par joindre les bureaux à Paris.
Fils d'une famille de la petite bourgeoisie dauphinoise, Jean passe les premières décennies de son existence à Moirans. Il participe aux affaires commerciales de son père et devient soldat pour un temps avant de rejoindre ses frères aînés Antoine et Claude à Paris. Jean va ainsi bénéficier du précieux réseau commencé par ces derniers pour gravir à son tour les marches du pouvoir : en 1704 Antoine est déjà intendant général de l'armée de Flandre.
Le commerce du grain peut générer à cette époque des plus-values considérables, dans une France pauvre en moyens de transport, où la moindre pénurie fait flamber les prix de revente, au bénéfice de quiconque a le pouvoir et la capacité de gérer des stocks importants.

## Fournisseur des armées du Roi et châtelain esthète de Brunoy
Commissaire des Guerres en 1709, sous Louis XIV, il achète la charge de Trésorier des Ponts et Chaussées en 1715. Associé à l'opération dite « opération du visa » en 1716, il y fait ses premières armes en matière de finance. Exilé en 1720 avec ses frères, il ne regagne la capitale que fin décembre. Associé à ses frères pour l'approvisionnement aux armées et dans le commerce de gros, l'argent coule à flots et lui permet d'acquérir en 1722 la seigneurie de Brunoy et son château qu'il fait agrandir et réaménager dans le goût rocaille du moment par l'architecte Jean Mansart de Jouy, de 1737 à 1741. C'est en 1721 que l'un de ses protégés lui demande d'être le parrain de sa fille. Elle s'appelle Jeanne-Antoinette Poisson, et est la future Madame de Pompadour.
Considéré comme le personnage le plus riche du royaume après Louis XV, il en fait un chef-d'œuvre de l'art paysager du XVIIIe siècle. Point d'orgue de la mise en scène : les « grandes eaux de Brunoy », qu'il souhaite aussi grandioses que celles de Versailles, sur la pente du plateau de la forêt de Sénart, venant à la fois de la forêt et de l'Yerres, grâce à un système de pompes. Le parc comporte plusieurs bassins, des massifs de fleurs, des statues, un long canal et une cascade, animée grâce à la machine de Laurent. Le résultat collectionne les éloges. Brunoy devient le lieu de visite favori de la marquise de Pompadour, Voltaire ou le ministre Choiseul.

## La disgrâce en 1726 puis le retour à Versailles en 1730
La banqueroute de Law provoque le retour des quatre frères dans l'entourage du pouvoir. Philippe d'Orléans leur confie la mise en œuvre de l'opération du visa, dont l'objectif est de rétablir les finances de la France après le krach financier consécutif au système de Law, inventé pour refinancer les dettes de Louis XIV. 

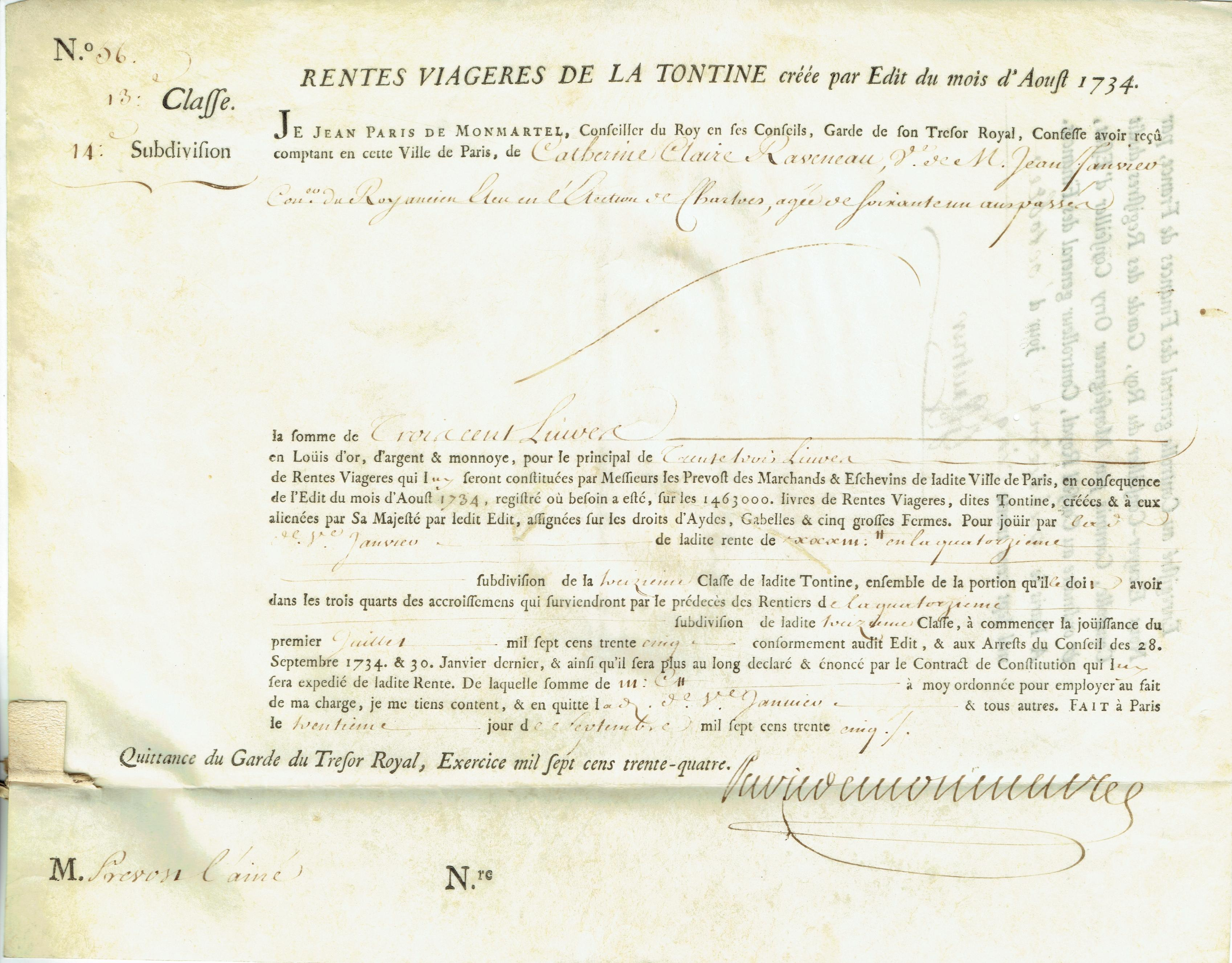
Rente viagère de 1735, émise par Jean Pâris de Monmartel en tant que Garde du Trésor royal.

Leur position se renforce encore fin 1723 avec la mort du Régent Philippe d'Orléans. Jean Pâris de Monmartel acquiert en 1724 l'office de Garde du Trésor royal. Cette emprise sur les finances du Royaume, un enrichissement jugé trop rapide par certains, cristallisent la rancœur d'une partie de la noblesse, mais aussi du tiers-état, sur les quatre frères. Ils sont évincés du pouvoir à l'occasion d'une « révolution de palais » le 11 juin 1726. À nouveau exilé, Jean Pâris de Monmartel passe quelque temps à Saumur, avant de gagner Sampigny puis Brunoy. 
L'état désastreux des finances du Royaume contraint le cardinal Fleury, alors Premier Ministre, à rappeler Jean Paris à Versailles en 1730. Celui-ci obtient en octobre 1737 l'érection de sa terre de Brunoy en marquisat. Jean et son frère Joseph Pâris Duverney profitent alors de circonstances favorables pour retrouver les antichambres du pouvoir : la mort de Fleury (1743) et l'ascension de Madame de Pompadour.

## Le parrain de la Marquise de Pompadour
Jeanne Antoinette Poisson, Marquise de Pompadour, est la filleule de Jean Pâris de Monmartel. Son père a travaillé comme commis pour les quatre frères Pâris. Cette relation privilégiée va permettre à Jean Pâris d'exercer progressivement la mainmise sur les domaines clefs de la politique du Royaume. Les Ministères des Finances, de la Guerre et des Affaires Étrangères sont contrôlés indirectement par Jean Pâris de Monmartel et son aîné Pâris Duverney. Le duc de Saint Simon ne s'y trompe pas et écrit dans ses Mémoires : « ils (les Pâris) sont redevenus les maîtres des finances et que l'on voit la Cour à leurs pieds ». 
Banquier de la Cour en 1740 puis conseiller d'État en 1755, son influence est considérable. L'abbé de Bernis, ministre des Affaires Étrangères, écrira en 1758 : « Nous sommes dépendants de Monmartel (…) Passez vous de cet homme, la banqueroute s'ensuivra ». Le maréchal de Saxe écrit en 1746 à propos de Monmartel et de son frère Duverney : « Ce sont deux personnages qui ne veulent pas paraître, et qui, dans le fond, sont fort considérables dans ce pays-ci, parce qu'ils font mouvoir toute la machine. Ce sont mes amis intimes de tous les temps, et ce sont les plus honnêtes gens et les meilleurs citoyens ».
En 1757 il acquiert de Marie-Félicité du Plessis-Châtillon (1723-1794), veuve depuis trois ans de François-Antoine de Chabannes, marquis de la Palice, la terre et le comté de Châteaumeillant (Cher), dont il portera le titre.

## Banquier de la Cour
Jean Pâris de Monmartel demeure banquier de la Cour jusqu'en 1759, date à laquelle il passera le relais au fermier général et banquier Jean-Joseph de Laborde.

## Famille et descendance
Jean Pâris de Monmartel se marie trois fois : d'abord en 1720 avec Marguerite Françoise Mégret (1704-1720), fille de François-Nicolas Mégret d’Étigny, à la tête d'une fortune faite dans le commerce de céréales ; en secondes noces, il épouse en 1724 sa nièce Antoinette Justine Pâris (morte en 1739). En troisièmes noces, le 19 février 1746, il épouse Marie-Armande de Béthune-Selles-Chabris, née en 1709 et morte à Paris en son hôtel rue de Grenelle-Saint-Germain le 14 mai 1772, âgée de 62 ans, inhumée à Brunoy, sœur d'Armand-Louis de Béthune.
Leur fils Armand-Louis Joseph Pâris de Monmartel (1748 - avril 1781), fut conseiller d'État, premier maître d'hôtel du Roi, marquis de Brunoy, pour son château. Acculé à la faillite et homme fantasque après avoir notamment défrayé la chronique en organisant des fêtes macabres, il cède Brunoy en 1774 au comte de Provence ; mort de la variole, il avait épousé le 8 juin 1767 Jeanne de Pérusse d'Escars (1745-1823), dont il se séparera très vite, restant sans enfants.
Épave du riche mobilier de son père, une grande tapisserie Don Quichotte  et les marionnettes (manufacture des Gobelins, XVIIIe s.) provenant de sa collection, figure à la vente publique à Paris-Drouot le 26 mars 2020.